# Émile Augier
Pour les articles homonymes, voir Augier.
Guillaume-Victor-Émile Augier, né le 17 septembre 1820 à Valence (Drôme) et mort le 25 octobre 1889 à Croissy-sur-Seine (Yvelines), est un poète et dramaturge français.

## Biographie

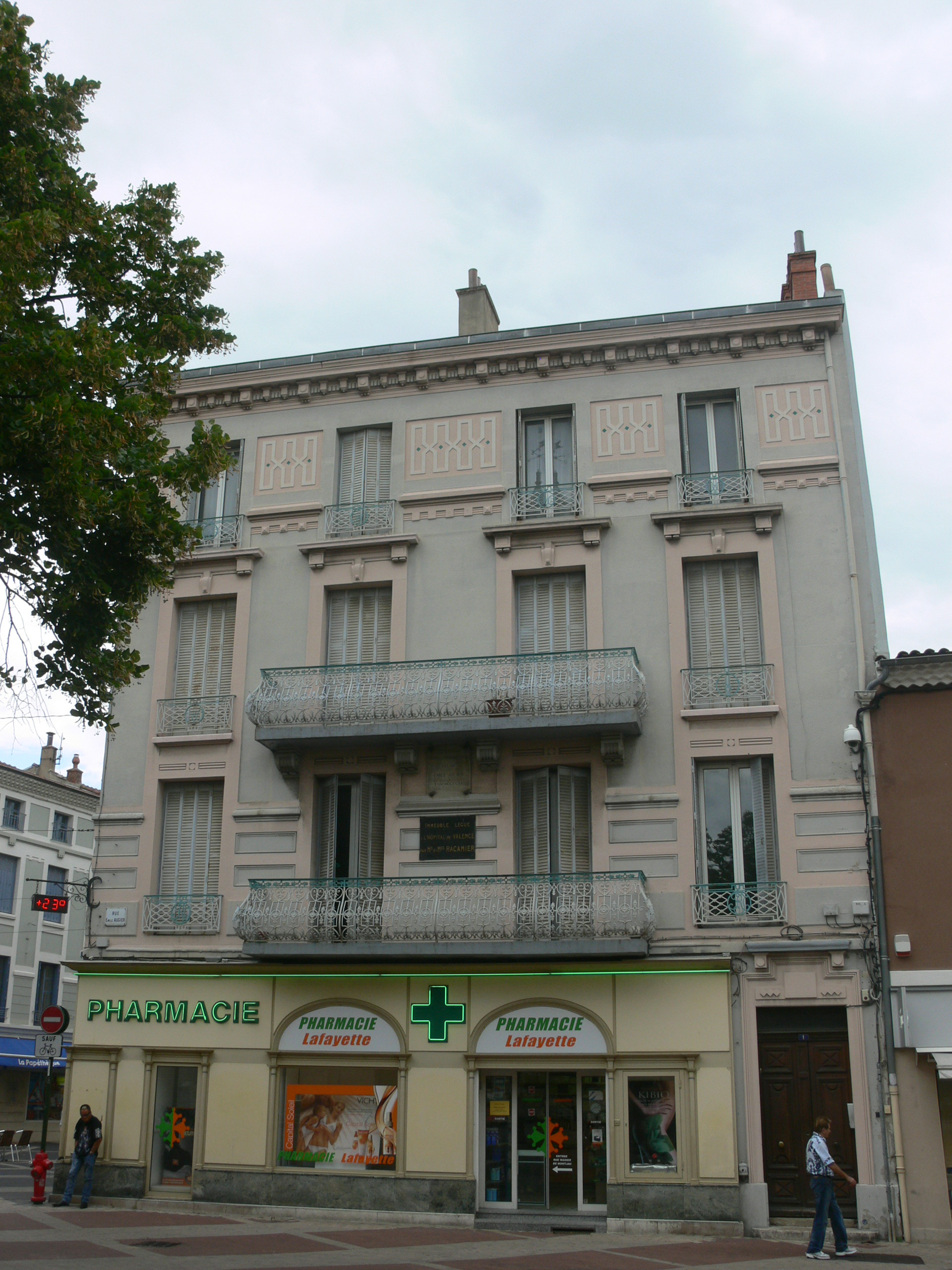
Maison natale d'Émile Augier à Valence.

Petit-fils du romancier Guillaume Pigault-Lebrun, Émile Augier naît à Valence dans un milieu bourgeois. Son père, Victor Augier, est avocat à la cour de cassation. Il reçoit une éducation soignée et lorsque sa famille s'installe à Paris en 1828, il poursuit des études brillantes au lycée Henri-IV, où il a comme condisciple le duc d'Aumale, puis à la faculté de droit et se destine d'abord au barreau, tout en ébauchant des pièces de théâtre. En 1844, son drame La Ciguë, refusé par la Comédie-Française, a un énorme succès à l'Odéon.
Il devient en 1848 le bibliothécaire de son ancien condisciple, Henri d'Orléans, duc d'Aumale.
De 1848 à 1856, il est conseiller général du Canton de Bourdeaux (Drôme).
Ce début tonitruant lance sa carrière dramatique, qui est dès lors ponctuée de grands succès. Il est élu à l'Académie française le 31 mars 1857 et fut reçu le 28 janvier 1858 par Pierre-Antoine Lebrun. En 1862, Le Fils de Giboyer, qui attaque le cléricalisme, n'est joué que sur l'intervention personnelle de Napoléon III. Sa dernière comédie, Les Fourchambault, est jouée en 1878.
Il est nommé sénateur à la fin de l'Empire, puis conseiller municipal de Croissy-sur-Seine.

## Œuvre

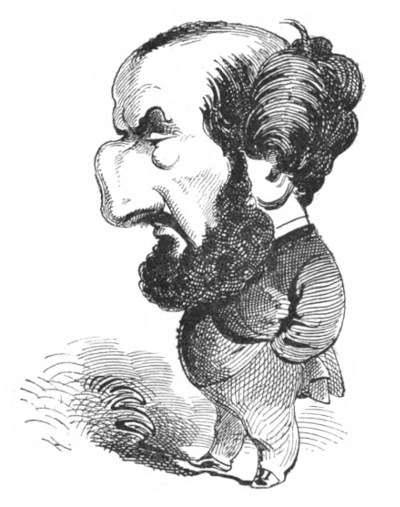
Portrait charge d'Émile Augier paru dans Le Trombinoscope de Touchatout en 1874.

Augier débute avec La Ciguë, comédie en vers vouée au monde antique qui rencontre un vif succès. Il s'est inspiré d'une pièce de Ponsart qui l'a vivement impressionné. Cependant, il se tourne ensuite vers le monde moderne et décrit les milieux bourgeois de la monarchie de Juillet, puis du Second Empire, qui l'entourent et dont il épouse les valeurs, mais en dénonce les excès. Il fait partie d'une « école du bon sens » qui plaît au goût français de l'époque et ses pièces sont aussi traduites et jouées sur d'autres scènes européennes.
D'autres œuvres sont ensuite appréciées : d'abord L'Aventurière en 1848, puis Gabrielle en 1849, écrites en vers faits pour la déclamation. Il s'oppose aux amours adultères dans cette dernière pièce. Plus tard, il se risque à décrire de façon satirique les mœurs bourgeoises, comme dans Les Effrontés ou Le Fils du Giboyer, ou encore La Contagion et décrit la mauvaise influence de la presse et les défauts des milieux cléricaux. Il affronte les foudres de la presse ultramontaine, en particulier de la part de Louis Veuillot, qui réplique par un pamphlet Le Fond du Giboyer. Victor de Laprade écrit, quant à lui, Chasse aux vaincus, à laquelle Augier réplique vertement.
Il retourne rapidement à la comédie de mœurs avec Maître Guérin, puis Lions et Renards, ou Madame Caverlet (qui traite de la question du divorce). Les Fourchambault rencontrent aussi un grand succès, ainsi que Le Gendre de M. Poirier qu'il écrit avec Jules Sandeau.
Il décrit aussi dans le genre vaudeville, la vie du quartier latin avec L'Habit vert, auquel collabore Alfred de Musset, qui partageait avec lui la vie des grands boulevards et un certain dandysme.
Augier commence à publier son théâtre complet en 1876, avec des préfaces ou des prologues expliquant au public qu'il se veut observateur des mœurs de son époque, laissant sous-entendre qu'il en est aussi une sorte de traducteur et que pour cela il doit en montrer tous les maux intimes. Il partage dans une certaine mesure les mêmes préoccupations sur scène qu'Alexandre Dumas fils, ce dernier ayant plus de finesse psychologique.
Émile Augier s'attaque à l'hypocrisie bourgeoise, à l'âpreté au gain, à l'adultère, aux jésuites, au cléricalisme, dans les bornes finalement de ce que son public pouvait admettre. Il abandonne son romantisme des débuts pour un théâtre réaliste conventionnel, avec une grande maîtrise de la versification. Son idéal est le reflet en un sens d'une certaine bourgeoisie ennemie des excès, à la fois scandalisée et curieuse de l'amoralité des financiers et réconfortée par une vie familiale paisible. C'est pourquoi Augier en décrivant juste ce qu'il faut des travers de son époque fut un dramaturge à succès.

## Œuvres

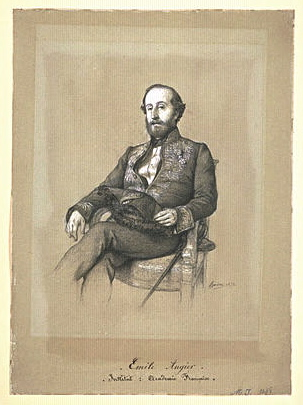
Augier en 1856 par François-Joseph Heim.

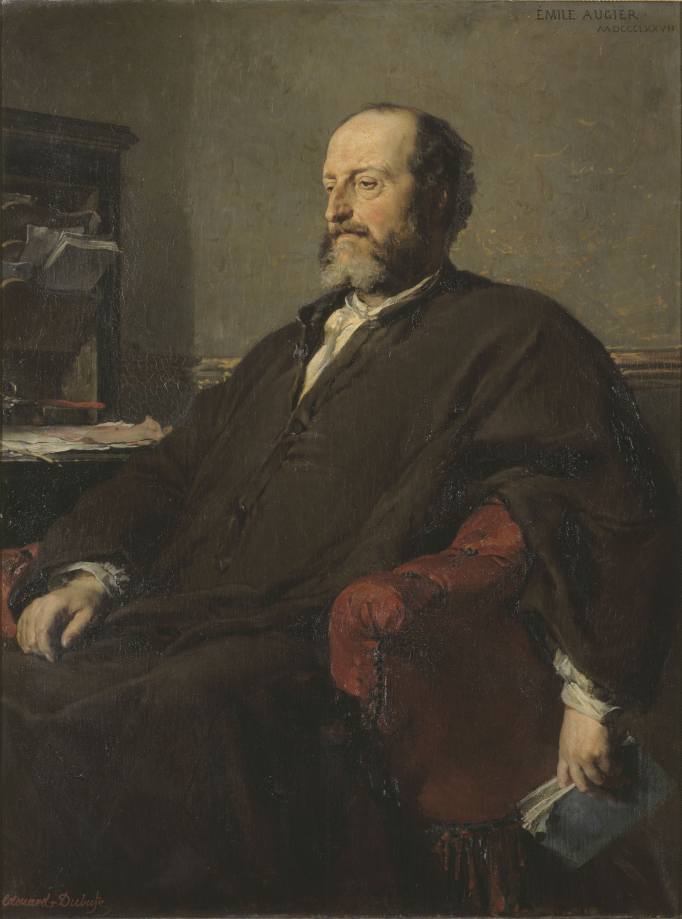
Portrait d'Émile Augier par Édouard Dubufe.

### Théâtre
- La Ciguë, comédie en 2 actes et en vers, Paris, Second Théâtre-Français, 13 mai 1844.
- Un Homme de bien, comédie en 3 actes et en vers, Paris, Théâtre-Français, 18 novembre 1845.
- L'Aventurière, comédie en 4 actes en vers, Paris, Comédie-Française, 23 mars 1848.
- L'Habit vert, proverbe en un acte et en prose, avec Alfred de Musset, Paris, théâtre des Variétés, 23 février 1849.
- Gabrielle, comédie en 5 actes en vers, Paris, Théâtre-Français, 15 décembre 1849.
- La Chasse au roman, comédie-vaudeville en 3 actes, avec Jules Sandeau, Paris, théâtre des Variétés, 20 février 1851.
- Sapho opéra en 3 actes, musique de Charles Gounod, Paris, Opéra, 16 avril 1851.
- Diane, drame en 5 actes en vers, Paris, Théâtre-Français, 19 février 1852.
- Les Méprises de l'amour, comédie en cinq actes et en vers, Paris, Michel Lévy, 1852, non représentée[3],[4].
- Philiberte, comédie en 3 actes et en vers, Paris, théâtre du Gymnase, 19 mars 1853.
- La Pierre de touche, comédie en 5 actes et en prose, avec Jules Sandeau, Paris, Théâtre-Français, 23 décembre 1853.
- Le Gendre de M. Poirier, comédie en 4 actes en prose, avec Jules Sandeau, Paris, théâtre du Gymnase, 8 avril 1854.
- Ceinture dorée, comédie en 3 actes, avec Édouard Foussier, Paris, théâtre du Gymnase-Dramatique, 3 février 1855.
- Le Mariage d'Olympe, pièce en 3 actes, en prose, Paris, théâtre du Vaudeville, 17 juillet 1855.
- La Jeunesse, comédie en 5 actes et en vers, Paris, Second Théâtre-Français, 6 février 1858.
- Les Lionnes pauvres, pièce en 5 actes, en prose, avec Édouard Foussier, Paris, théâtre du Vaudeville, 22 mai 1858.
- Un beau mariage, comédie en 5 actes, en prose, avec Édouard Foussier, Paris, théâtre du Gymnase-Dramatique, 5 mars 1859.
- L'Aventurière, comédie en 4 actes en vers, Paris, Comédie-Française, 10 avril 1860.
- Les Effrontés, comédie en 5 actes, en prose, Paris, Théâtre-Français, 10 janvier 1861.
- Le Fils de Giboyer, comédie en 5 actes, en prose, Paris, Comédie-Française, 1er décembre 1862.
- Maître Guérin, comédie en 5 actes, en prose, Paris, Théâtre-Français, 29 octobre 1864.
- La Contagion, comédie en 5 actes, en prose, Paris, théâtre de l'Odéon, 17 mars 1866.
- Paul Forestier, comédie en 4 actes, en vers, Paris, Théâtre-Français, 25 janvier 1868.
- Le Post-Scriptum, comédie en 1 acte, en prose, Paris, Théâtre-Français, 1er mai 1869.
- Lions et Renards, comédie en 5 actes, en prose, Paris, Théâtre-Français, 6 décembre 1869.
- Jean de Thommeray comédie en 5 actes, en prose, avec Jules Sandeau, Paris, Théâtre-Français, 29 décembre 1873.
- Madame Caverlet, pièce en 4 actes, en prose, Paris, théâtre du Vaudeville, 1er février 1876.
- Le Prix Martin, comédie en 3 actes, avec Eugène Labiche, Paris, théâtre du Palais-Royal, 5 février 1876.
- Les Fourchambault, comédie en 5 actes, Paris, Théâtre-Français, 8 avril 1878.

### Varia
- Poésies complètes, 1852.
- Les Pariétaires, poésies, Paris, Michel Lévy, 1855[3]
- Théâtre complet, 7 vol., 1876-1890.

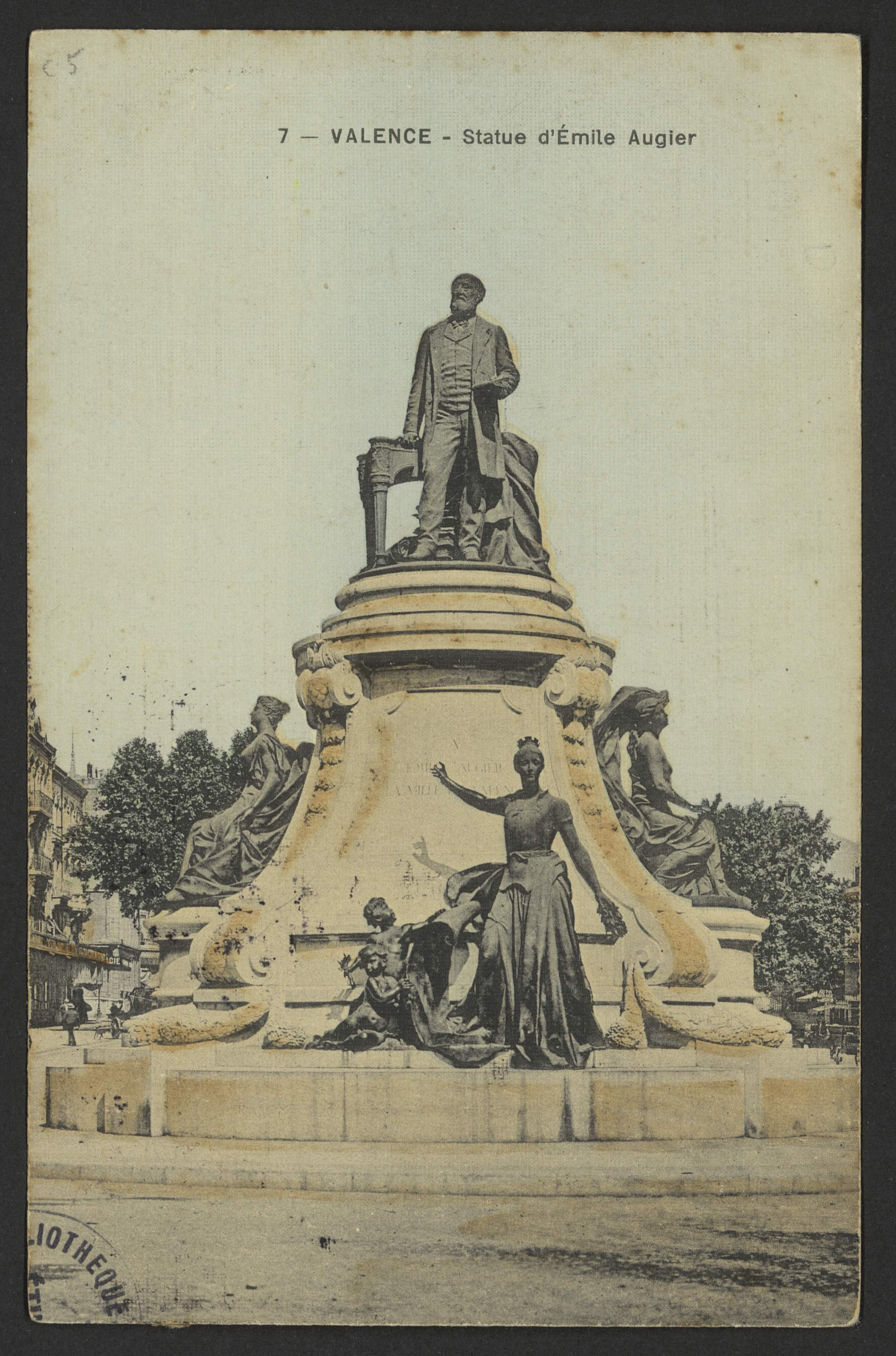
Statue d'Émile Augier, à Valence.

- Œuvres diverses, 1878.

## Hommages
Un monument grandiose, dû à la duchesse d'Uzès, où Émile Augier figure à six mètres de hauteur sur un socle de pierre entouré de muses, est inauguré en 1897 à Valence. En 1942, sous le régime de Vichy, il est déboulonné et fondu, dans le cadre de la mobilisation des métaux non ferreux. Un autre monument, réalisé par Louis-Ernest Barrias en 1895 et installé sur la place de l'Odéon à Paris subit le même sort.
Le boulevard Émile-Augier, dans le 16e arrondissement de Paris, ainsi qu'une rue de Valence, de Grenoble, de Croissy-sur-Seine (nommé en 1864, de son vivant) et de Brive portent son nom.

## Distinctions
- Grand officier de la Légion d'honneur (1881)

## Iconographie
- Portrait par Charles Jalabert
- Portrait par Alphonse-Charles Masson (L'Artiste, 1856)